# Jean-Charles de Coucy
Jean-Charles de Coucy (né le 23 septembre 1746 au château d'Écordal, mort le  9 mars 1824 à Reims) est un ecclésiastique qui fut archevêque de Reims en France.

## Biographie
Jean-Charles de Coucy est né le 23 septembre 1746 au château d'Écordal dans le Rethelois (Ardennes). Issu de la famille des sires de Coucy en Champagne, fils de Charles Nicolas de Coucy, seigneur de Poilcour, chevalier de l'ordre royal et militaire de Saint-Louis, et d'Anne Marie Henriette du Bois de Laubrelle, il est nommé aumônier de la Reine par brevet du 28 janvier 1776. Puis il devient chanoine de Reims. Au moment où commence la Révolution, il est le grand vicaire de l'archevêque de Reims, Charles Antoine de La Roche-Aymon. 

### Évêque
Nommé évêque de La Rochelle par Louis XVI le 23 octobre 1789, sa nomination est confirmée par Pie VI le 14 décembre suivant. Son siège est presque aussitôt supprimé, le 12 novembre 1789, par la Constitution civile du clergé. Les diocèses sont redécoupés pour correspondre aux découpage des départements, et celui de La Rochelle s'en trouve éclaté. Ses convictions monarchistes le conduisent à s'exiler et il émigre en Espagne. En 1791 il vit une émigration difficile. Installé à Guadalajara, il organise une caisse d’entraide mutuelle entre exilés et sollicite le soutien financier du haut clergé espagnol. 

#### Concordat
Il refuse sa démission au pape Pie VII en 1801, contribuant par ce refus à susciter le schisme de la Petite Église des Deux-Sèvres. Réfractaire à la Constitution civile du clergé, il devient également réfractaire au concordat. Une partie significative de son clergé le suit et entre en résistance. Des lettres de l'exilé, fausses ou authentiques, entretiennent le mouvement  de résistance dans les paroisses. Les curés dissidents sont tour à tour chassés ou tolérés. En 1803, sur un rapport de Dupin,  préfet des Deux-Sèvres, Bonaparte demande au roi d'Espagne de procéder à l'arrestation de Coucy. Il est alors emprisonné et ne sort qu'en 1807, sur les instances de l'abbé Émery et de l'archevêque Fesch. 

#### Restauration
Revenu en France en 1814, il affirme à ses vicaires généraux n'avoir été  l'auteur d'aucune lettre depuis 1804. Durant les Cent-Jours, il accompagne le roi Louis XVIII en exil à Gand. En 1816, il donne sa démission au roi de l'évêché de La Rochelle et est nommé archevêque de Reims le 8 août 1817, en récompense de sa fidélité aux Bourbons. 
En 1819, il désapprouve publiquement le mouvement de la Petite Église qui persiste. 
Il est créé pair de France le 31 octobre 1822. Il meurt à Reims le 9 mars 1824.